# Jacques Van De Velde
Pour les articles homonymes, voir Vandevelde.
Jaccques Van De Velde, né le 21 mars 1895 à Hemiksem et mort le 10 octobre 1983 à Lierre, est un footballeur international belge qui occupait le poste de milieu de terrain. Il a passé toute sa carrière au TSV Lyra et a la particularité d'avoir été repris avec les « Diables Rouges » sans jamais avoir joué en première division nationale. Après sa carrière sportive, il se consacre à son métier d'architecte et est élu échevin dans les années 1960.

## Carrière
Jacques Van De Velde débute avec l'équipe première du TSV Lyra en 1911, alors que le club évolue encore en troisième régionale anversoise, soit le quatrième et plus bas niveau hiérarchie du football belge à l'époque. En fin de saison, le club est promu en deuxième régionale, dont il remporte le titre un an plus tard, ce qui lui ouvre les portes de la Promotion, le second niveau national, en 1913. Après une saison en nationale, la carrière du joueur est interrompue par la Première Guerre mondiale.
Après le conflit, Jacques Van De Velde reprend sa place dans l'effectif du Lyra, qui réalise de bonnes performances durant plusieurs saisons mais ne parvient pas à monter en Division d'Honneur. Le 9 octobre 1921, il est repris en équipe nationale belge pour un déplacement en Espagne. Il est titularisé d'emblée par le sélectionneur William Maxwell. Il devient ainsi le premier joueur d'une équipe située dans la ville de Lierre (TSV Lyra) à évoluer avec les « Diables Rouges »,. Il inscrit son premier but international lors de son troisième match, le 26 mars 1922 contre les Pays-Bas. Au total, il joue cinq rencontres amicales avec l'équipe nationale entre 1921 et 1923. Il reste au Lyra jusqu'en 1926, quand il décide d'arrêter le football pour se consacrer à son métier d'architecte. Durant les années 1960, il deviendra échevin des travaux publics à Lierre, sous le mayorat du bourgmestre Frans Breugelmans. Il décède dans sa ville natale le 10 octobre 1983.

## Sélections internationales
Bien que n'ayant jamais évolué en première division nationale (la Division d'Honneur à l'époque), Jacques Vandevelde est repris cinq fois en équipe nationale belge. Sa première sélection a lieu le 9 octobre 1921 face à l'Espagne et sa dernière le 29 avril 1923 contre les Pays-Bas. Il joue l'intégralité des cinq matches pour lesquels il est sélectionné.

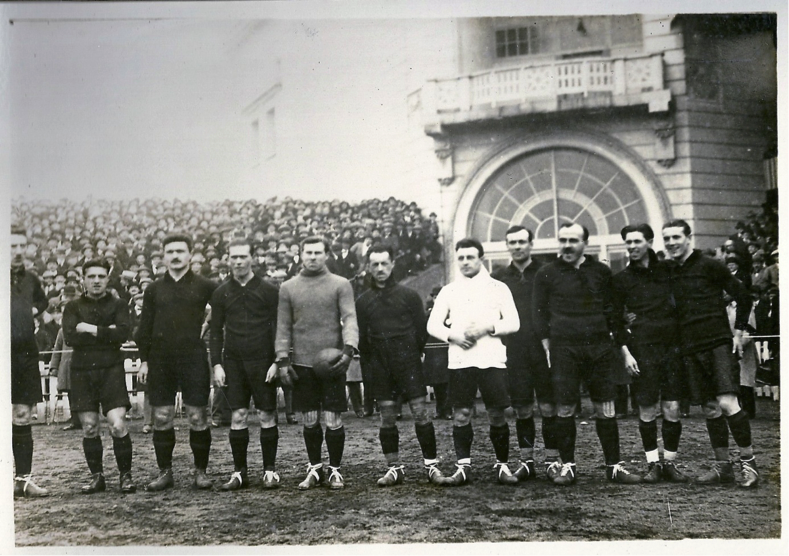
Selection Belgique contra les Pays-bas a 1922 Jacques Van De Velde
troisième à droite

| Date       | Compétition  | Adversaire | Lieu      | Score | Remarque |
| ---------- | ------------ | ---------- | --------- | ----- | -------- |
| 9/10/1921  | Match amical | Espagne    | Bilbao    | 2-0   |          |
| 15/01/1922 | Match amical | France     | Colombes  | 2-1   |          |
| 26/03/1922 | Match amical | Pays-Bas   | Anvers    | 4-0   | 37e      |
| 15/04/1922 | Match amical | Danemark   | Liège     | 0-0   |          |
| 29/04/1923 | Match amical | Pays-Bas   | Amsterdam | 1-1   |          |